# Franco Cobianchi
Franco Cobianchi (Ferrara, 23 giugno 1923 – Roma, 9 agosto 1970) è stato un attore e sceneggiatore italiano.

## Biografia
A partire dagli anni cinquanta a tutti gli anni sessanta è stato un attore caratterista e talvolta anche sceneggiatore in molti film diretti da registi come Mario Monicelli, Luigi Zampa, Giorgio Simonelli, Florestano Vancini e altri.
Nelle pellicole in cui appare usa pseudonimi come Peter White, Franco Cobianchi D'Este, Franco D'Este ecc.

## Filmografia
- Un palco all'opera (1955)
- La grande savana (1955)
- Moglie e buoi... (1956)
- Orlando e i paladini di Francia (1956)
- Amore e chiacchiere (1957)
- Parola di ladro (1957)
- La Venere di Cheronea (1957)
- Ladro lui, ladra lei (1958)
- Perfide... ma belle! (1958)
- Il pirata dello sparviero nero (1958)
- La contessa azzurra (1960)
- La lunga notte del '43 (1960)
- Mobby Jackson (1960)
- Il rossetto (1960)
- La strada dei giganti (1960)
- Rapina al quartiere ovest (1960)
- Il ladro di Bagdad (1961)
- Maciste gladiatore di Sparta (1964)
- Il magnifico gladiatore (1964)
- La colt è la mia legge (1965)
- I lunghi giorni della vendetta (1967)
- Se vuoi vivere... spara! (1967)
- Commandos (1968)
- Tre croci per non morire (1968)
- La morte bussa due volte (1968)
- L'amore breve (1969)
- Il dito nella piaga (1969)
- Mussolini ultimo atto (1974)